# Su su per la seconda volta vergine
(Una strofa della filastrocca detta da Poppo.)
Su su per la seconda volta vergine è un film del 1969, diretto da Kōji Wakamatsu. Con questo film, il regista va oltre il genere di appartenenza (il Pinku eiga) per riflettere sul disagio esistenziale, il rapporto tra i sessi, il sadismo, la vendetta.

## Trama
Poppo, una liceale di 17 anni, viene violentata da un gruppo di ragazzi sul tetto di un condominio. Tsukio, un ragazzo che vive nel palazzo, ha assistito passivamente alla scena. Il giorno dopo, Poppo subisce un nuovo stupro da parte della stessa gang. Trovandosi davanti Tsukio, gli rivela di essere già stata violentata in passato e gli chiede di porre fine a questa sua vita di sofferenze e delusioni, ma lui rifiuta di ucciderla, non avendo alcun motivo per farlo. Anche Tsukio ha subìto, tempo prima, violenza sessuale da un gruppo di pervertiti, affittuari della sua famiglia. A differenza di Poppo, si era vendicato uccidendoli.
Tsukio e Poppo, accomunati dalla frustrazione di aver vissuto questi episodi, diventano confidenti dei propri malesseri. Giunta la sera, la gang si rifà viva. Poppo li supplica di essere uccisa, ma loro si rifiutano e la violentano un'altra volta. Tsukio, abbandonata la passività del giorno prima, reagisce uccidendoli uno dopo l'altro, con lo stesso coltello adoperato per sbarazzarsi dei suoi violentatori. Nonostante la morte dei suoi aggressori, Poppo decide di togliersi la vita e si getta dal tetto del palazzo. Tsukio la segue subito dopo.

## Produzione
Prodotto a bassissimo costo, il film è stato girato in quattro giorni con l'utilizzo di un'unica location, il condominio dove viveva lo stesso regista. Quasi tutte le riprese sono state effettuate in un unico take, molte con la cinepresa a mano; come per molti altri film di Wakamatsu di quel periodo, il budget a disposizione era di appena un milione di yen.
Girato in bianco e nero, il film ha al suo interno alcune scene a colori, in cui i due protagonisti vengono violentati. Tali scene sono dei flashback antecedenti alla vicenda, girate a colori per sottolineare l'importanza e l'effetto che hanno avuto sulla psiche dei due personaggi.

## Distribuzione
In Italia, dopo esser stato proiettato nei circuiti di Cineforum, è stato trasmesso in televisione nel programma Fuori orario. Cose (mai) viste.

## Critica
Tra i più famosi di Wakamatsu, il film è stato visto anche come un attacco del regista agli standard misogini del genere Pinku eiga; in una scena, Poppo, guarda verso la cinepresa e, quasi a rivolgersi direttamente allo spettatore, dice: 
È stato descritto come un film triste, bizzarro, disperato, una storia fatta di degrado, abusi, umiliazioni.